# Sokol (Magadanská oblast)
Sokol (rusky Сокол) je sídlo městského typu v Magadanské oblasti na ruském Dálném východě. Žije zde 3 899 obyvatel (2024).

## Geografie
Sokol se nachází přibližně 40 kilometrů vzdušnou čarou severně od oblastního centra, města Magadan. Od oblastního města a pobřeží Ochotského moře ho odděluje pohoří s vrcholy přesahujícími 1000 m. Sokol leží poblíž pravého břehu Uptaru, která je levostranným přítokem řeky Chasyn. Na severovýchod od obce se zvedá Chasynský hřbet, výběžek Kolymského pohoří, jehož vrcholy dosahují nadmořské výšky přes 1000 m.
Obec Sokol, stejně jako několik kilometr východně ležící Uptar, spadá pod magadanský městský okruh, což zajišťuje její administrativní příslušnost a infrastrukturní propojení s Magadanem.

## Historie
Sokol má historické kořeny spojené s výstavbou letiště pro Magadan. V roce 1960 byla zahájena výstavba letiště, a v jeho těsné blízkosti byla postupně vytvořena i osada pro místní pracovníky a jejich rodiny. Dne 28. května 1962 byla tato osada oficiálně zaregistrována jako samostatné místo, což znamenalo začátek jejího rozvoje jako sídla. Dne 23. července 1964, na základě rozhodnutí výkonného výboru oblastního sovětu Magadanské oblasti, získal Sokol statut sídla městského typu.
Významným milníkem pro Sokol bylo dokončení letiště v roce 1966. Přistávací dráha byla uvedena do provozu již v roce 1963, což umožnilo začít přijímat letadla a posílit spojení regionu s ostatními částmi SSSR a světem. Budova letištního terminálu byla uvedena do provozu v roce 1974.
Díky blízkosti k letišti a postupnému rozvoji infrastruktury se Sokol stal důležitým centrem pro leteckou dopravu v Magadanské oblasti a jeho význam stále roste. Po rozpadu SSSR došlo k razantnímu demografickému poklesu, kdy počet obyvatel z 8 011 v roce 1989 klesl na 3 899 v roce 2024. Ve 20. letech 21. století je Sokol jedním z klíčových míst pro leteckou dopravu v Magadanské oblasti, přičemž je znám svou relativní komfortností ve srovnání s jinými sídly v regionu.
Od roku 2024 probíhá přesun obyvatel z neperspektivní Burchaly, v Sokolu jsou pro ně budovány nové bytové domy.

## Hospodářství a doprava
V obci Sokol sídlí různé zajišťovací podniky a úřady, které mají vztah k mezinárodnímu letišti Magadan-Sokol (IATA kód GDX, ICAO kód UHMM), jež se nachází přímo jihozápadně od obce. Sokol je především obytnou osadou s panelovými domy.
Obec leží na silnici R504 Kolyma, dříve známé jako Kolymský trakt, která vede 1777 kilometrů od Jakutsku a 49 kilometrů od Magadanu. Mezi Sokolem a letištěm Magadan-Sokol je zajištěna autobusová doprava.
V 40. letech 20. století byla vybudována úzkorozchodná železnice Magadan – Palatka, která ve značné míře kopírovala trasu silnice. Tato železnice byla však k době vzniku Sokolu již zrušena (v roce 1956). Podél bývalé trasy vede místní silnice, která se u Sokolu odděluje od silnice R504 a pokračuje směrem k vesnicím Moločnaja a Splavnaja na řece Uptar.

## Galerie

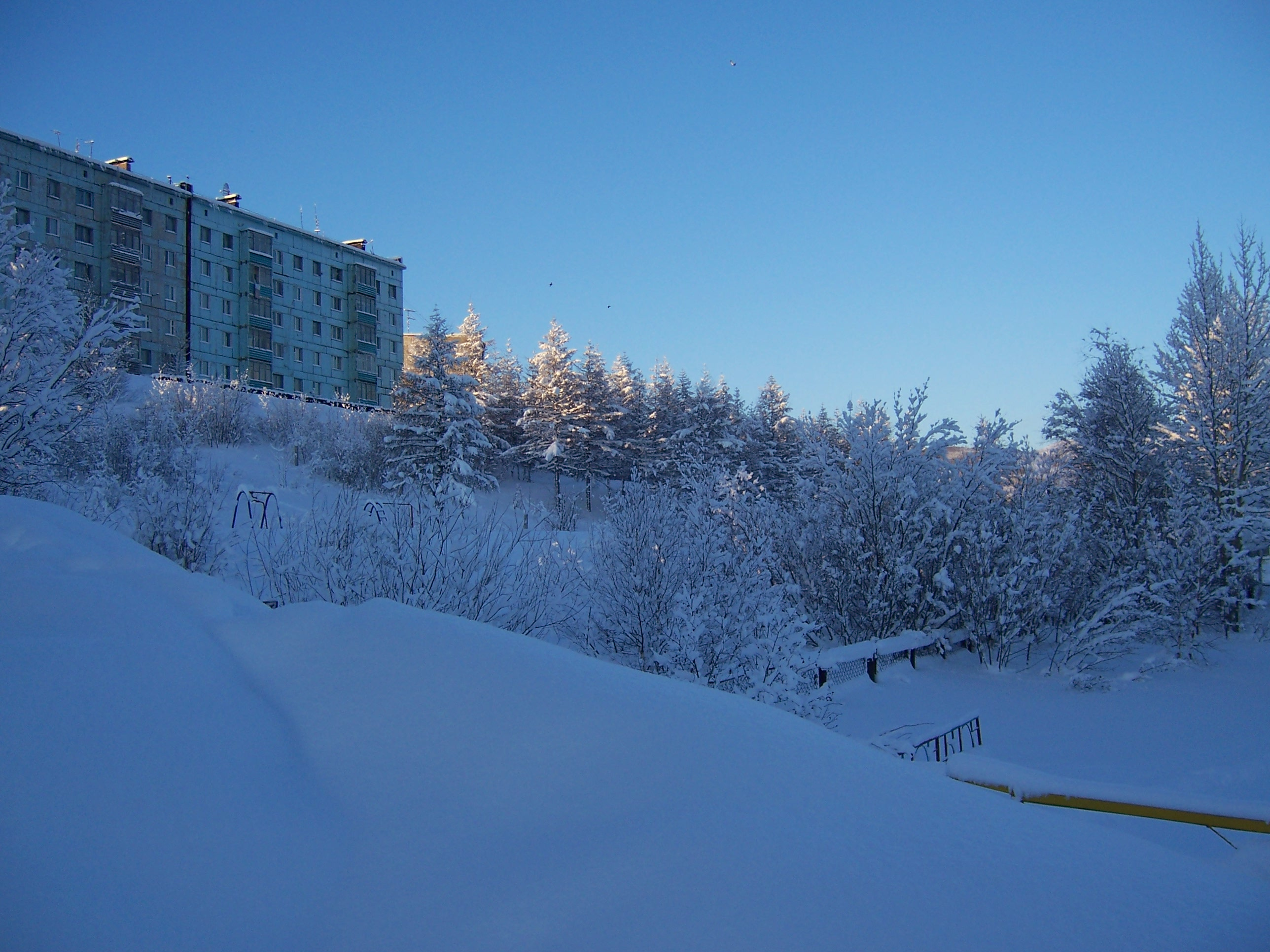
Panelákově sídliště v zimě v Sokolu (2010)
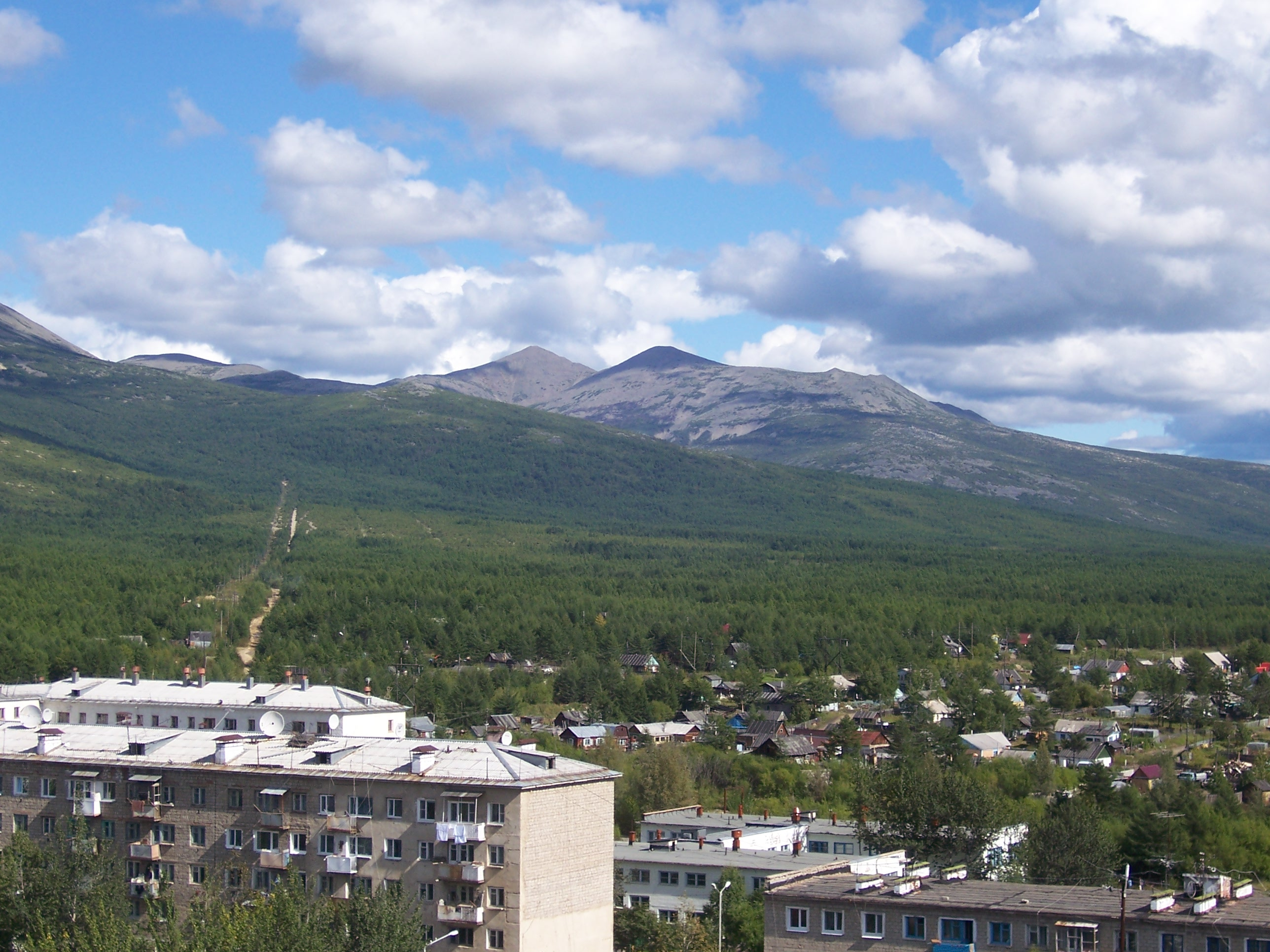
Sokol (2005)
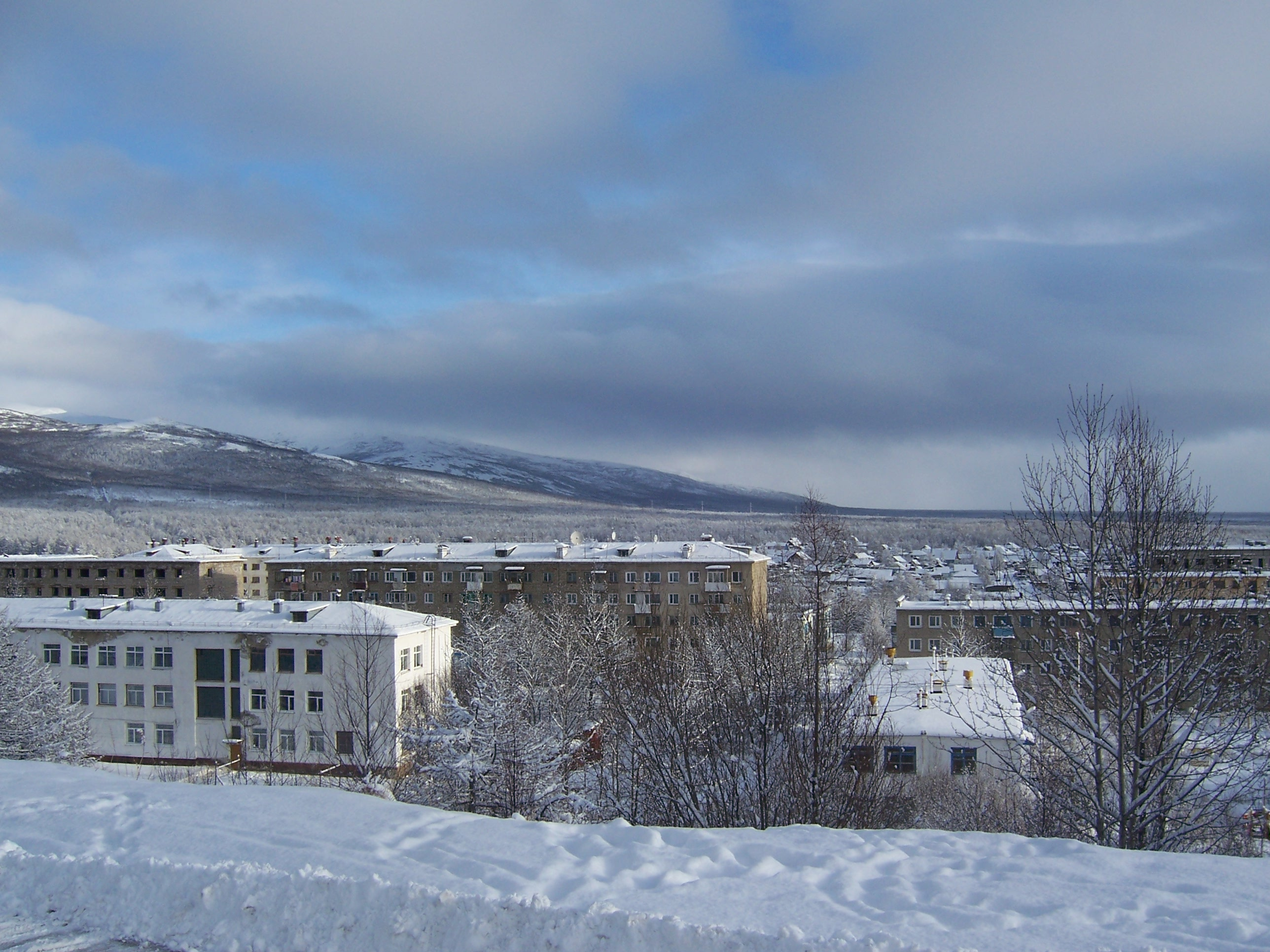
Zimní Sokol (2013)
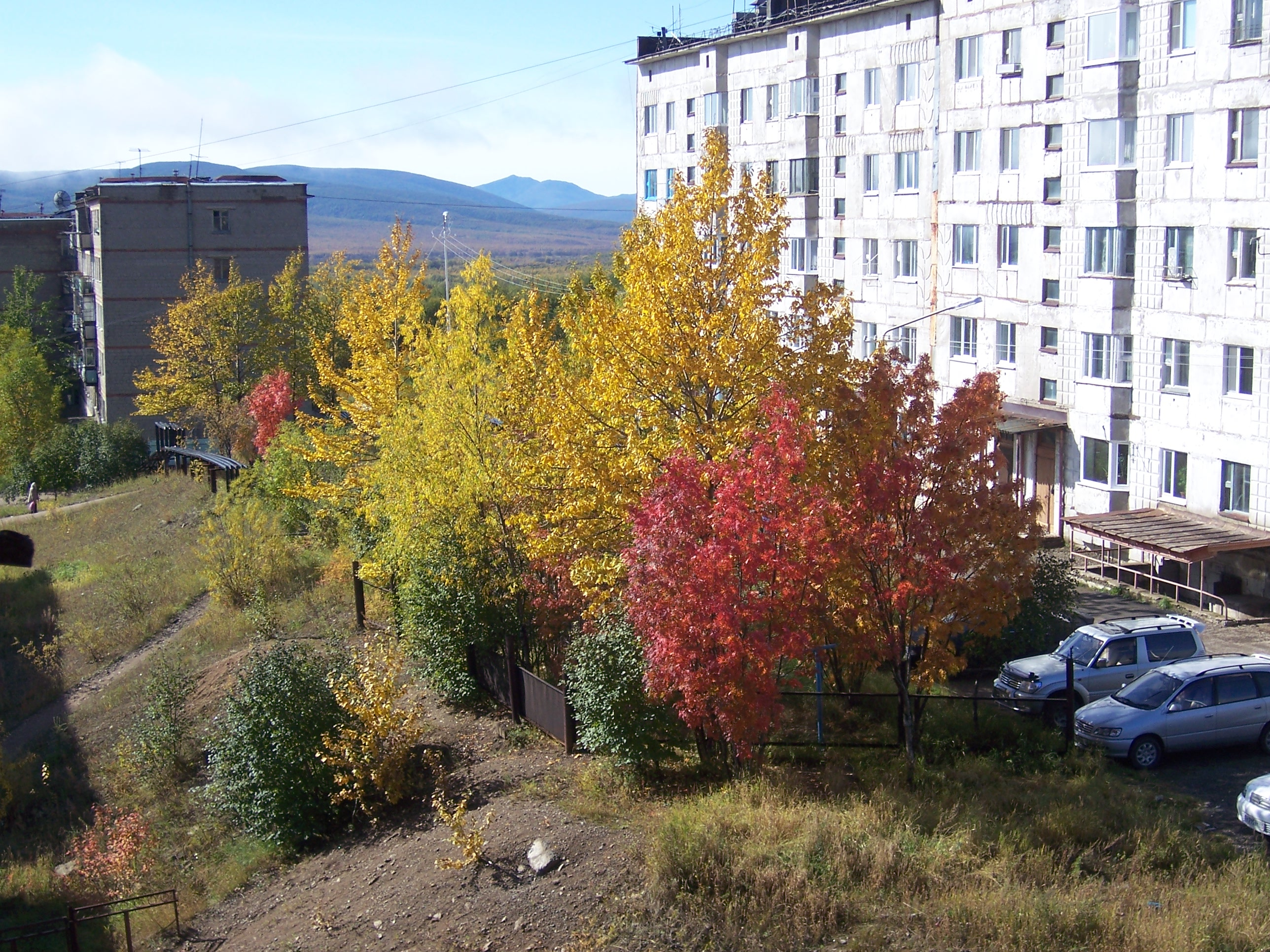
Panelákové sídliště (2005)